# كيلوس
الكَيْلُوس (الاسم العلمي: Chyle) (من الكلمة اليونانية χυλός chylos ، «عصير» ) هو سائل جسدي حليبي يتكون من الدهون الليمفاوية والمستحلب ، أو الأحماض الدهنية الحرة (FFAs). يتشكل في الأمعاء الدقيقة أثناء هضم الأطعمة الدهنية ، ويتم تناوله عن طريق الأوعية الليمفاوية المعروفة على وجه التحديد باسم اللاكتيل lacteals. يتم تعليق الدهون الموجودة في الكيلوس غروانيًا في الكيلوميكرونات.

## الأهمية السريرية
يحدث الناسور الكيلي عندما يؤدي عيب (عيوب) في الأوعية اللمفاوية إلى تسرب السائل اللمفاوي، والذي يتراكم عادةً في التجويف الصدري (الجنبي) أو التجويف البطني (الصفاق) ، مما يؤدي إلى الانصباب الجنبي (تسرب الكيلوس) أو الحبن الكيلوس (استسقاء بطني)، على التوالي.
يمكن تشخيص الناسور الكيلوسي عن طريق تحليل السائل الجنبي/البريتوني. غالبًا ما يكون تحديد المصدر (توطين الخلل اللمفاوي) أمرًا صعبًا، ولكن يمكن تحقيقه باستخدام تصوير الأوعية اللمفاوية، والذي يرتبط أحيانًا بتأثير علاجي مصادفة (حل التسرب)، ويُعتقد أنه ثانوي للتأثير المصلب لمادة التباين المستخدمة في تصوير الأوعية اللمفاوية.
بسبب الهشاشة الشديدة للأوعية اللمفاوية، فإن الإصلاح المباشر للعيوب غير عملي. لذلك، يعتمد علاج نواسير الكيلوسية على إما خفض إنتاج السائل اللمفاوي للسماح بالتئام العيب (العيوب) اللمفاوية أو التحويل الدائم للسائل اللمفاوي بعيدًا عن العيب (العيوب) اللمفاوية. يمكن تحقيق انخفاض إنتاج السائل اللمفاوي عن طريق التقييد الغذائي (أو الاستبدال الكامل للمأكل الفموي بالتغذية الوريدية الكاملة تغذية بالحقن)، بالإضافة إلى الأدوية أوكتريوتيد (نظير اصطناعي لهرمون سوماتوستاتين)  وأورليستات (مثبط للليباز الذي يقلل من امتصاص الدهون الغذائية). يمكن إجراء التحويل الدائم للسائل اللمفاوي عن طريق إصمام القناة الصدرية (إجراء قائم على الإبرة لإغلاق القناة عن طريق وضع مادة صمغية/صمة فيها) أو عن طريق ربط القناة الصدرية (إجراء جراحي مفتوح لإغلاق القناة عن طريق خياطة محكم حولها).
إن الانصباب الكيلوسي هو تراكمٌ للسائل اللمفي في الفراغ المحيط بالرئة (الحيز الجنبي). يسمى اللمف المتشكل في الجهاز الهضمي الكايل ويتراكم في الفضاء الجنبي إما بسبب اضطراب أو انسداد القناة الصدرية . في الأشخاص الذين يتبعون نظامًا غذائيًا عاديًا، يمكن أحيانًا التعرف على مجموعة السوائل هذه من خلال مظهرها الأبيض الحليبي المتعكر، لأن الكيلوس يحتوي على الشحوم الثلاثية ثلاثي الغليسريد. من المهم التمييز بين الانصباب الكيلوسي والانصباب الكيلوسي الكاذب  (تجمع السوائل في الفراغ الجنبي الذي يحتوي على نسبة عالية من الكولسترول) ، والذي له مظهر مشابه للكيلوس، ولكن ينتج عن عمليات التهابية مزمنة أكثر، ويتطلب علاجًا مختلفًا.
إن انصباب الجنب الكيلوسي هو حالة نادرة ولكنها خطيرة. ينتج عن تسرب السائل الليمفاوي من القناة الصدرية أو أحد روافده. هناك العديد من العلاجات، الجراحية منها والمحافظة.